# Listă de conducători de stat din 1746
1742 - 1743 - 1744 - 1745 - 1746 - 1747 - 1748 - 1749 - 1750
Aceasta este o listă a conducătorilor de stat din anul 1746:

## Europa
- Anglia: George al II-lea August (rege din dinastia de Hanovra, 1727-1760)
- Austria: Maria Terezia (arhiducesă din dinastia de Habsburg, 1740-1780; totodată, regină a Cehiei, 1740-1780; totodată, regină a Ungariei, 1740-1780; totodată, ducesă de Parma și Piacenza, 1740-1748)
- Bavaria: Maximilian al III-lea Josef (principe elector din dinastia de Wittelsbach, 1745-1777)
- Cehia: Maria Terezia (regină din dinastia de Habsburg, 1740-1780; totodată, arhiducesă de Austria, 1740-1780; totodată, regină a Ungariei, 1740-1780; totodată, ducesă de Parma și Piacenza, 1740-1748)
- Crimeea: Selim Ghirai al II-lea ibn Kaplan (han din dinastia Ghiraizilor, 1743-1748)
- Danemarca: Christian al VI-lea (rege din dinastia de Oldenburg, 1730-1746) și Frederik al V-lea (rege din dinastia de Oldenburg, 1746-1766)
- Florența: Francisc (mare duce din dinastia de Habsburg-Lorena, 1737-1765; anterior, duce de Lorena, 1729-1736; ulterior, împărat occidental, 1745-1765)
- Franța: Ludovic al XV-lea cel Iubit (rege din dinastia de Bourbon, 1715-1774)
- Genova: Lorenzo De Mari (doge, 1744-1746) și Giovanni Francesco Maria Brignola Sale (doge, 1746-1748)
- Germania: Francisc I (rege din dinastia de Habsburg-Lorena, 1745-1765; anterior, duce de Lorena, 1729-1736; totodată, mare duce de Toscana, 1739-1765; totodată, împărat occidental, 1745-1765)
- Gruzia: Teimuraz al II-lea (rege din dinastia Bagratizilor, 1744-1762; anterior, rege în Kakhetia, 1732-1736, 1738-1744)
- Gruzia, statul Imeretia: Alexandru al IV-lea (rege din dinastia Bagratizilor, 1720-1751)
- Gruzia, statul Kakhetia: Irakli al II-lea (rege din dinastia Bagratizilor, 1744-1762; ulterior, rege al Gruziei, 1762-1798)
- Imperiul occidental: Francisc I (împărat din dinastia de Habsburg-Lorena, 1745-1765; anterior, duce de Lorena, 1729-1736; totodată, mare duce de Toscana, 1739-1765; totodată, rege al Germaniei, 1745-1765)
- Imperiul otoman: Mahmud I (sultan din dinastia Osmană, 1730-1754)
- Liechtenstein: Johann Nepomuk Karl (principe, 1732-1748)
- Lorena: Stanislaw Leszczynski (duce, 1738-1766; anterior, rege al Poloniei, 1704-1709, 1733-1734)
- Modena: Francesco al III-lea (duce din casa d'Este, 1737-1780)
- Moldova: Ioan Mavrocordat (domnitor, 1743-1747)
- Monaco: Honore al III-lea (principe, 1733-1793)
- Muntenegru: Sava Petrovic (vlădică din dinastia Njegos, 1735-1767)
- Parma și Piacenza: Maria Terezia (ducesă din dinastia de Habsburg, 1740-1748; totodată, arhiducesă de Austria, 1740-1780; regină a Cehiei, 1740-1780; totodată, regină a Ungariei, 1740-1780)
- Polonia: August al III-lea (rege din dinastia de Saxa, 1733-1763; totodată, principe elector de Saxonia, 1733-1763)
- Portugalia: Joao al V-lea (rege din dinastia de Braganca, 1706-1750)
- Prusia: Frederic al II-lea cel Mare (rege din dinastia de Hohenzollern, 1740-1786)
- Rusia: Elisabeta Petrovna (împărăteasă din dinastia Romanov, 1741-1761)
- Sardinia: Carlo Emmanuele al III-lea (rege din casa de Savoia, 1730-1773)
- Saxonia: Frederic August al II-lea (principe elector din dinastia de Wettin, 1733-1763; totodată, rege al Poloniei, 1733-1763)
- Sicilia: Carol al IV-lea (rege din dinastia de Bourbon, 1734-1759; totodată, duce de Parma și Piacenza, 1731-1736; ulterior, rege al Spaniei, 1759-1788)
- Spania: Filip al V-lea (rege din dinastia de Bourbon, 1700-1724, 1724-1746) și Ferdinand al VI-lea (rege din dinastia de Bourbon, 1746-1759)
- Statul papal: Benedict al XIV-lea (papă, 1740-1758)
- Suedia: Frederik I (rege din dinastia Hessen-Kassel, 1720-1751)
- Transilvania: Johann Haller de Hallerstein (guvernator, 1734-1755)
- Țara Românească: Constantin Mavrocordat (domnitor, 1730, 1731-1733, 1735-1741, 1744-1748, 1756-1758, 1761-1763; totodată, domnitor în Moldova, 1733-1735, 1741-1743, 1748-1749)
- Ungaria: Maria Terezia (regină din dinastia de Habsburg, 1740-1780; totodată, arhiducesă de Austria, 1740-1780; totodată, regină a Cehiei, 1740-1780; totodată, ducesă de Parma și Piacenza, 1740-1748)
- Veneția: Pietro Grimani (doge, 1741-1752)

## Africa
- Așanti: Opuku Ware I (alantehene, cca. 1720-1750)
- Bagirmi: Loel (mbang, 1741-1751)
- Benin: Eresonyen (obba, cca. 1735-cca. 1750)
- Buganda: Mwanga I, Namugala și Kyabaggu (kabaka, 1734-1764)
- Bunyoro: Duhaga I (mukama, cca. 1730-cca. 1780)
- Burundi: Ntare al III-lea Kivimira (Savuyimba, Semunganzașamba) (mwami din a treia dinastie, cca. 1725-cca. 1760)
- Dahomey: Tegbessu (Avissu) (rege, 1732-1774)
- Darfur: Umar ibn Muhammad Daura (sultan, cca. 1743/1744-cca. 1749/1750)
- Ethiopia: Iyasu al II-lea (Berhan Sagad, Adjam Sagad al II-lea) (împărat, 1730-1755)
- Imperiul otoman: Mahmud I (sultan din dinastia Osmană, 1730-1754)
- Kanem-Bornu: Muhammad al VII-lea Erghamma (sultan, cca. 1738-cca. 1751)
- Lunda: Mulaji I (mwato-yamvo, cca. 1740-cca. 1750)
- Maroc: Moulay Abdallah (sultan din dinastia Alaouită, 1729-1757) și Moulay Zin al-Abiddine (sultan din dinastia Alaouită, 1741-?) (?)
- Munhumutapa: Dehwe Mupunzagutu (rege din dinastia Munhumutapa, 1740-1759)
- Oyo: Amuniwaiye (rege, ?-cca. 1746) și Onisile (rege, cca. 1746-1754)
- Rwanda: Karemeera Rwaaka (rege, cca. 1744-cca. 1768)
- Sennar: Badi al IV-lea (Abu Șuluh) ibn Nul (sultan, 1724-1762)
- Tunisia: Ali I (bey din dinastia Husseinizilor, 1735-1756/1757)
- Wadai: Joda Kharif at-Timan ibn Kharut (II) (sultan, 1745-1795)

## Asia

### Orientul Apropiat
- Arabia: Muhammad ibn Saud (emir din dinastia Saudiților/Wahhabiților, 1746-1765)
- Iran: Nadir (Tahmasp Kuli Khan) (șah din dinastia Afșarizilor, 1736-1747)
- Iran, Safavizii: Abbas al III-lea (șah din dinastia Safavidă, 1736-1749)
- Imperiul otoman: Mahmud I (sultan din dinastia Osmană, 1730-1754)
- Oman: Ahmad ibn Said (imam din dinastia Bu Said, 1744 sau 1749-1783)
- Yemen, statul Sanaa: al-Hussayn al-Mansur (imam, 1716-1720, 1727-1748)

### Orientul Îndepărtat
- Atjeh: Ala ad-Din Djohan Șah (sau Potjuk Auk) (sultan, 1735-1760)
- Birmania, statul Arakan: Nara-apaya (rege din dinastia de Mrohaung, 1742-1761)
- Birmania, statul Mon: Smim Htaw Buddhaketi (rege, 1740-1747)
- Birmania, statul Toungoo: Mahadammayaza-dipati (rege, 1733-1752)
- Cambodgea: Preah Srey Thommo Reachea al II-lea (Nac Ong Tham) (rege, 1702-1704, 1706-1710, 1736-1747)
- China: Gaozong (Hongli) (împărat din dinastia manciuriană Qing, 1736-1795)
- Coreea, statul Choson: Yongjo (Yi Eum) (rege din dinastia Yi, 1725-1776)
- India, statul Moghulilor: Nasir ad-din Muhammad (împărat, 1719-1748)
- Japonia: Sakuramachi (împărat, 1735-1747) și Ieșige (principe imperial din familia Tokugaua, 1745-1760)
- Laos, statul Champassak: Saya Kuman (rege, 1737-1791)
- Laosul inferior: Ong Lo (rege, 1722/1735-1760/1767)
- Laosul superior: Intha Som (rege, 1727/1731-1756/1776)
- Maldive: Ibrahim Iskandar al II-lea (sultan, 1721-1750)
- Mataram: Pakubuwono al II-lea (Lawean) (sultan, 1726-1749)
- Nepal (Benepa): Ranjitamalla (rege din dinastia Malla, 1722-1768)
- Nepal (Kathmandu): Jayaprakasamalla (rege din dinastia Malla, 1732-1768)
- Nepal (Lalitpur): Rajya Prakașamalla (rege din dinastia Malla, 1737/1742-1753)
- Nepal, statul Gurkha: Șri Prithvi Narayana Șah (rajah, 1742-1774/1775; rege, din 1768)
- Sri Lanka, statul Kandy: Sri Vijaya Rajasinha (rege, 1739-1747)
- Thailanda, statul Ayutthaya: Boromakot (rege, 1733-1758)
- Tibet: bLo-bzang sKal-bzang rgya-mtsho (dalai lama, 1720-1758)
- Tibet: Panchen bLo-bzang dPal-ldan Ye-shes (Lobzang Palden) (panchen lama, 1737-1780)
- Vietnam, statul Dai Viet: Le Hien-tong (Vinh hoang-de) (rege din dinastia Le târzie, 1740-1786)
- Vietnam (Hue): Nguyen Phuc Khoat (rege din dinastia Nguyen, 1738-1765)
- Vietnam (Taydo): Trinh Doanh (rege din dinastia Trinh, 1740-1767)